# Замок Гросне
Замок Гросне (англ. Grosnez Castle, фр. Château de Grosnez, норманд. Châté d'Grosnez) — замок XIV века в округе Сент-Оуэн, на острове Джерси (Нормандские острова). Название происходит от древнеисландского grar nes, что в переводе означает «серый мыс» (англ. grey headland).
Расположен на высоте приблизительно 60 метров над уровнем моря.

## История
Замок был построен приблизительно в 1330 году по заказу сэра Джона де Рошеса (фр. John des Roches). Стены замка были сделаны из гранита.
Сторожевая башня, единственное уцелевшее до наших дней сооружение, была защищена с помощью разводного моста и подъёмных ворот.
Дважды замок захватывался французами, в 1373 году и в 1381 году и был разрушен ими, предположительно, во время французской оккупации Джерси 1461—1468 гг.
В 1806 году рядом с руинами замка была установлена военно-морская сигнальная станция, которая посылала сообщения в Гернси.
Замок Гросне изображён на реверсе джерсийской монеты в 50 пенсов.

## Галерея

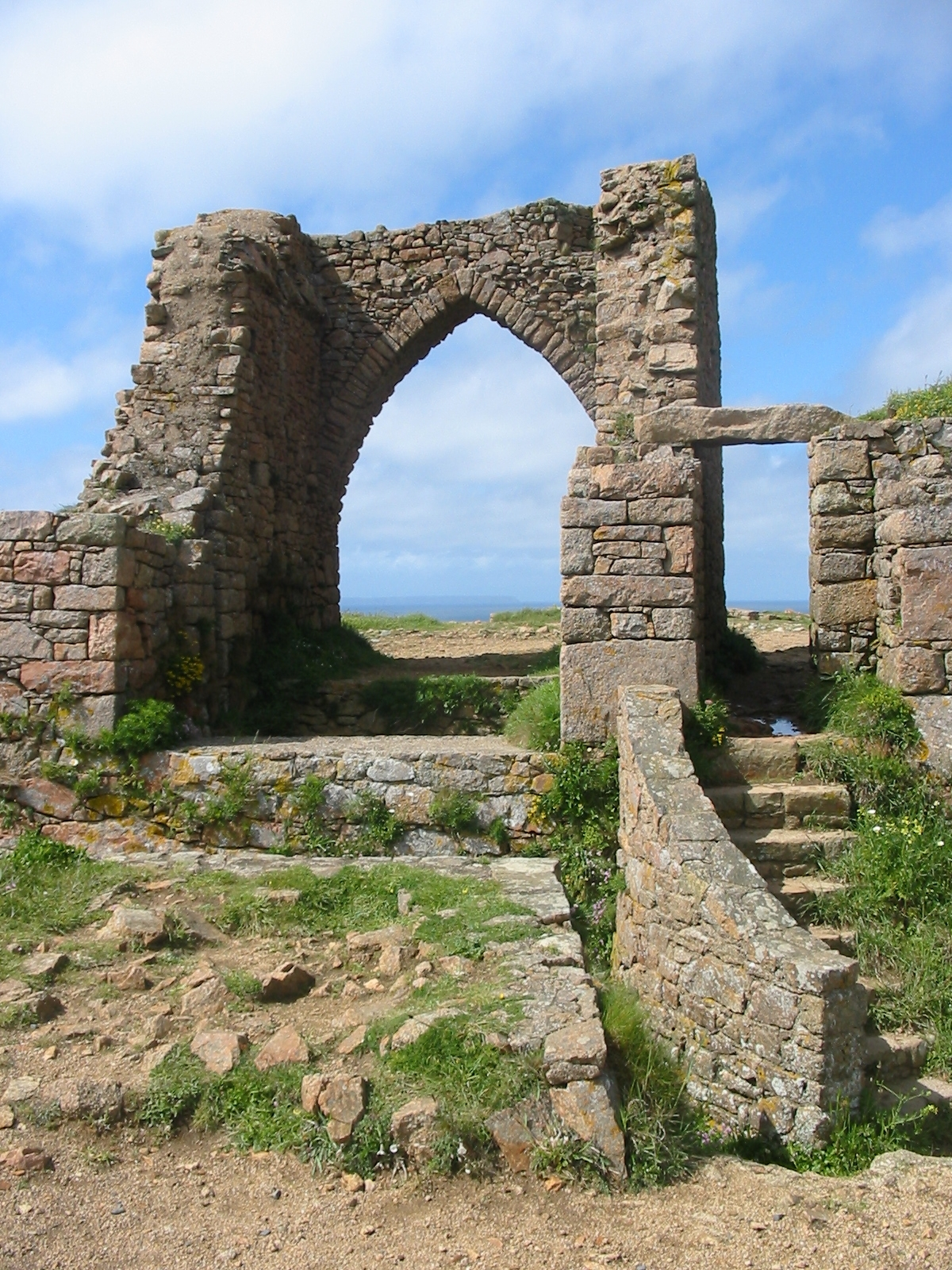
Сохранившаяся до наших дней сторожевая башня замка.
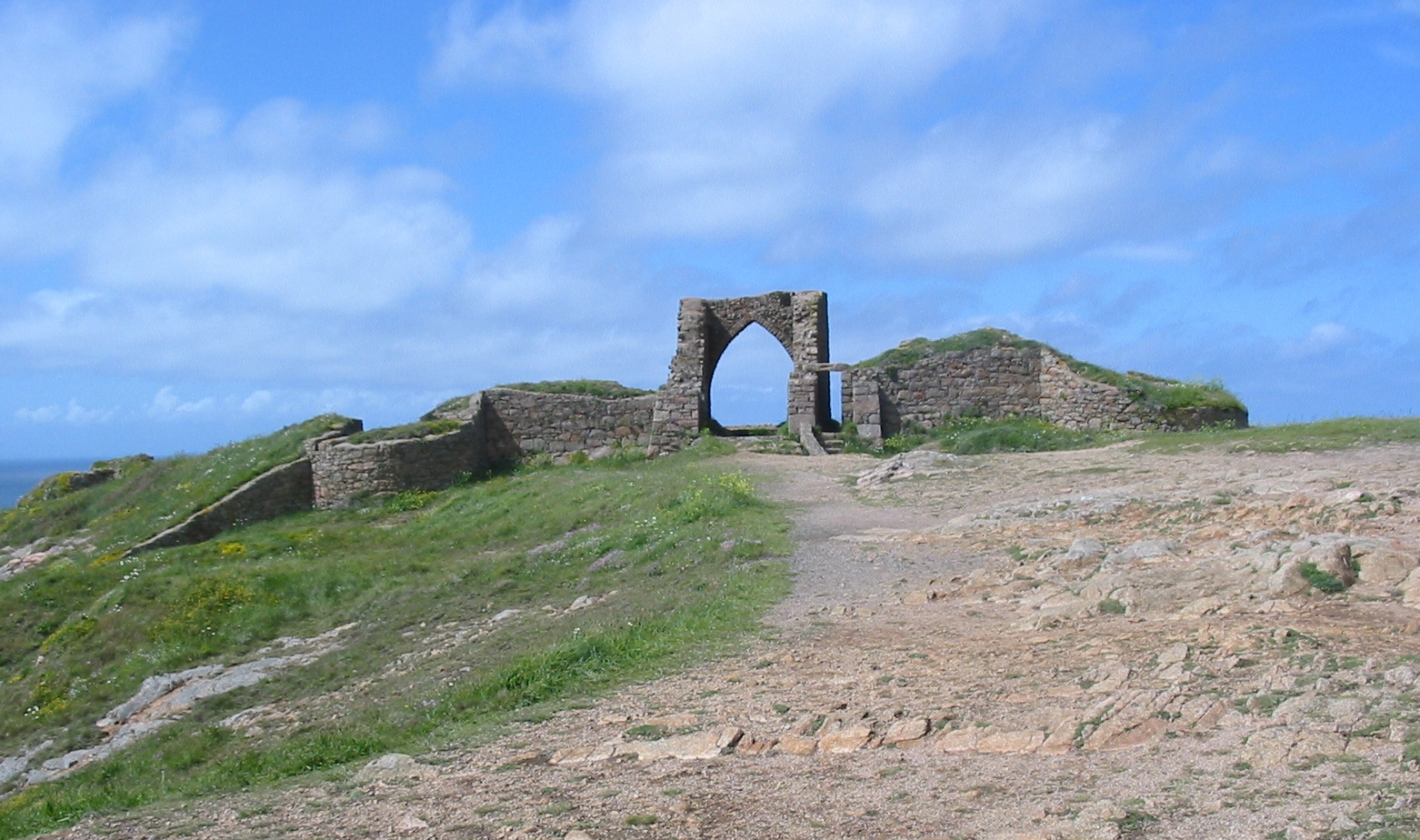
Руины замка.